# ایگنچه (شهرستان چکماگوشفسکی، باشقیرستان)
ایگنچه (انگلیسی: Igenche, Chekmagushevsky District, Republic of Bashkortostan) یک شهرک در شهرستان چکماگوشفسکی استان باشقیرستان کشور روسیه است.